# Gianni Morbidelli
Gianni Morbidelli (Pésaro, 13 de janeiro de 1968) é um ex-automobilista italiano de Fórmula 1. Ele participou de 70 Grands Prix de Fórmula 1, estreando no GP do Brasil de 1990. Ele conseguiu um pódio, o GP da Austrália de 1995, e somou um total de 8,5 pontos no campeonato.
Ele foi campeão da Fórmula 3 italiana e da Copa Européia de Fórmula 3 em 1989. Depois de realizar as duas primeiras corridas da temporada de 1990 de F1 pela Dallara, ele concentrou-se na Fórmula 3000. Quando essa temporada terminou, ele fez as duas últimas corridas da temporada de F1 com a Minardi, onde ele continuou até o fim de 1992, com exceção de 1991 na Austrália, no qual ele substituiu Alain Prost na Ferrari, marcando meio ponto pelo sexto lugar conseguido em uma corrida que durou apenas catorze voltas e foi encerrada devido à pista muito molhada. Ele uniu-se a Footwork em 1994 depois de ter ficado um ano parado, correndo para eles a maior parte das duas temporadas, terminando em terceiro na Austrália em 1995, uma corrida muito desgastante. Algumas poucas corridas sem sucesso no meio da temporada de 1997 pela Sauber e interrupções devido a ferimentos, acabaram por encerrar a sua carreira na Fórmula 1.
Em 1998 ele pilotou para a Volvo no British Touring Car Championship, mas não foi tão competitivo quanto o seu companheiro de equipe Rickard Rydell que acabou levando o título de campeão. Mais recentemente ele competiu na European Touring Car Championship e World Touring Car Championship pela Alfa Romeo.

## Todos os Resultados de Gianni Morbidelli na Fórmula 1
(legenda)
| Ano  | Nome Oficial da Equipe   | Chassis       | Motor            | Pneus | 1       | 2       | 3       | 4       | 5       | 6       | 7       | 8       | 9       | 10      | 11      | 12      | 13      | 14      | 15      | 16      | 17     | Pts | Pos |
| ---- | ------------------------ | ------------- | ---------------- | ----- | ------- | ------- | ------- | ------- | ------- | ------- | ------- | ------- | ------- | ------- | ------- | ------- | ------- | ------- | ------- | ------- | ------ | --- | --- |
| 1997 | Red Bull Sauber Petronas | Sauber C16    | Petronas V10     | G     |         |         |         |         |         | ESP 14º | CAN 10º |         |         |         | HUN Ret | BEL 9º  | ITA 12º | AUT 9º  | LUX 9º  | JAP DNS |        | 0   | NC  |
| 1995 | Footwork Hart            | Footwork FA16 | Hart V8          | G     | BRA Ret | ARG Ret | SMR 13º | ESP 11º | MON 9º  | CAN 6º  | FRA 14º |         |         |         |         |         |         |         | PAC Ret | JAP Ret | AUS 3º | 5   | 14º |
| 1994 | Footwork Ford            | Footwork FA15 | Ford HB V8       | G     | BRA Ret | PAC Ret | SMR Ret | MON Ret | ESP Ret | CAN Ret | FRA Ret | GBR Ret | ALE 5º  | HUN Ret | BEL 6º  | ITA Ret | POR 9º  | EUR 11º | JAP Ret | AUS Ret |        | 3   | 22º |
| 1992 | Minardi Team             | Minardi M191B | Lamborghini V12  | G     | AFS Ret | MEX Ret | BRA 7º  | ESP Ret |         |         |         |         |         |         |         |         |         |         |         |         |        | 0   | NC  |
| 1992 | Minardi Team             | Minardi M192  | Lamborghini V12  | G     |         |         |         |         | SMR Ret | MON Ret | CAN 11º | FRA 8º  | GBR 17º | ALE 12º | HUN NQ  | BEL 16º | ITA Ret | POR 14º | JAP 14º | AUS 10º |        | 0   | NC  |
| 1991 | Minardi Team             | Minardi M191  | Ferrari V12      | G     | EUA Ret | BRA 8º  | SMR Ret | MON Ret | CAN Ret | MEX 7º  | FRA Ret | GBR 11º | ALE Ret | HUN 13º | BEL Ret | ITA 9º  | POR 9º  | ESP 14º | JAP Ret |         |        | 0.5 | 24º |
| 1991 | Scuderia Ferrari SpA     | Ferrari 643   | Ferrari V12      | G     |         |         |         |         |         |         |         |         |         |         |         |         |         |         |         | AUS *6º |        | 0.5 | 24º |
| 1990 | BMS Scuderia Italia      | Dallara F190  | Ford Cosworth V8 | P     | EUA NQ  | BRA 14º |         |         |         |         |         |         |         |         |         |         |         |         |         |         |        | 0   | NC  |
| 1990 | SCM Minardi Team         | Minardi M190  | Ford Cosworth V8 | P     |         |         |         |         |         |         |         |         |         |         |         |         |         |         | JAP Ret | AUS Ret |        | 0   | NC  |

* No Grande Prêmio da Austrália, em Adelaide, a prova estava prevista para ter 81 voltas, mas em função da forte chuva que caía no asfalto e que podia colocar em risco a segurança dos pilotos no circuito, a direção de prova interrompeu-a com 14 voltas e como a chuva não cessou nos minutos seguintes, ela resolveu encerrar a corrida e considerou metade dos pontos do 1º ao 6º colocado, já que o número de voltas não atingiu os três quartos de prova. Morbidelli marcou 0,5 ponto com o 6º lugar.